# 274246 Reggiacaserta
274246 Reggiacaserta este o planetă minoră (asteroid) din centura de asteroizi. A fost descoperită pe 31 iulie 2008 la Borbona de Vincenzo Silvano Casulli⁠(d). 
Obiectul prezintă o orbită caracterizată de o semiaxă mare de 2,5311017067083 UAi, o excentricitate de 0,1, o înclinație de 3,9 ° în raport cu ecliptica.